# Iniciador pirotécnico

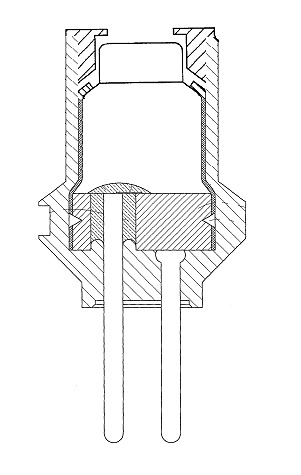
Esquema de iniciador pirotécnico

Un iniciador pirotécnico (también iniciador o igniciador) es un dispositivo que contiene un compuesto pirotécnico que se utiliza principalmente para incendiar otro, más difícil de detornarse, p. ej. termita, generadores de gases y cohetes de combustible sólido. El nombre es a menudo utilizado también para los mismos compuestos.
Los iniciadores son a menudo controlados eléctricamente (llamados iniciadores piro-electrónicos), p. ej. utilizando una resistencia calentada o un resistor de puente. Son similares a los detonadores, pero difieren en que no es la intención producir una onda de shock. Un ejemplo de estos sería el iniciador eléctrico.

## Composición
El material energético utilizado, a menudo llamado pirógeno, es normalmente una composición pirotécnica hecha de un combustible y un oxidante, donde el combustible produce una cantidad significativa de partículas calientes que causan/promueven la ignición del material deseado.
Las mezclas de los iniciadores son similares a la pólvora destellante, pero difieren en la velocidad de quemado, cuando  se pretende una  explosión, y emiten de forma intencionada gran cantidad de partículas calientes. También tienden a ser más fáciles de igniciar que la termita, con la que comparten algunas semejanzas.
Los oxidante más comunes son el perclorato potásico y el nitrato de potasio. Los combustibles más utilizados son el titanio, el dihidrudo de titanio, circonio, hidruro de circonio y boro. El tamaño de las partículas combustibles se establece para producir proyecciones calientes. Se usan también materiales más exóticos como carboranos. 
Para aplicaciones especiales se pueden utilizar iniciadores pirofóricos para producir una llama en cuando entren en  contacto con el aire. El Trietilborano se utilizó como iniciador de los motores a reacción del Lockheed SR-71.

## Compuestos comunes

### Metal-oxidante

#### ZPP
Uno de los iniciadores más comunes es ZPP, o circonio– perclorato potásico una mezcla de circonio metálico y perclorato de potasio. Es también conocido como el Iniciador Estándar de la NASA. Ofrece un incremento de presión rápido, genera poco gas, emite partículas calientes cuando se inicia, es estable térmicamente, tiene una larga vida útil en almacenamiento, y es estable en vacío. Es sensible a electricidad estática.

#### BPN
Otro iniciador común es el BPN, BKNO3, o boro – nitrato de potasio, una mezcla de 25% de boro y 75% de nitrato de potasio por peso. Es utilizado por NASA. Es térmicamente estable y también en vacío, y su índice de quemado es independiente de presión.
En comparación con la pólvora, el BPN arde a una temperatura significativamente más alta y deja más residuos sólidos, por ello la pólvora lo sustituye en múltiples usos.
La alta temperatura producida por el BPN lo hace apropiado para usos donde la rapidez y la iniciación reproducible son críticos, como por ejemplo airbags, motores de cohetes y bengalas. Sin embargo es relativamente caro.
El BPN puede ser también utilizado como ingrediente de propulsores de cohete sólido.  A su vez puede ser igniciado mediante un láser. Basta con un láser de al menos 0,4 vatios para generar la ignición en vacío.

#### Otros
Otras mezclas que se usan son perclorato de aluminio-potasio y perclorato de titanio-aluminio-potasio. 

### Hidruro de metal-oxidante
En las mezclas de hidruro de metal-oxidante se reemplaza el metal con su hidruro correspondiente. Son generalmente más seguras de manejar que sus correspondientes metal-oxidantes. Cuando arden  también liberan hidrógeno, que puede actuar como combustible secundario. Los más utilizados son el hidruro de circonio, hidruro de titanio y el hidruro de boro.

#### ZHPP
ZHPP (Hidruro de circonio – perclorato de potasio) es una variante de ZPP que usa hidruro de circonio en vez de circonio puro. Es significativamente más seguro de manejar que el ZPP. 

#### THPP
THPP (Perclorato de hidruro de potasio titanio) es una mezcla de hidruro de titanio (II) y perclorato de potasio. Es similar a ZHPP. Como ZHPP,  es más seguro de manejar que el perclorato de titanio-potasio. 

### Intermetálicos
Formación de un compuesto intermetálico puede ser una reacción fuertemente exotérmica , utilizable como un iniciador.

#### Titanio-boro
El compuesto titanio-boro forma una de las reacciones pirotécnicas más calientes de uso común.  Es sólido-estatal, gasless.  Pueda ser utilizado como iniciador o para calentar limitado gasista de actuar trabajo mecánico. 

#### Níquel-aluminio
El níquel-aluminio laminado puede ser usado como iniciador pirotécnico electricámente iniciado. NanoFoil es de este tipo, comercialmente disponible.

#### Paladio-aluminio
Los cables de aluminio revestidos de paladio se usan como cable de fusible, conocido como Pyrofuze.  La reacción se inicia por calor, habitualmete suministrada por un pulso de corriente eléctrica. La reacción empieza en 600 °C, el punto de fusión de aluminio, y progresa violentamente hasta la temperatura 2200–2800 °C. La reacción no necesita presencia de oxígeno y el cable se consume en la operación. 
Pyrofuze viene como cable sólido de diámetros diferentes (de 0.002" a 0.02"), cable trenzado, lazo, florete y en gránulos. Paladio, platino o paladio aleado con 5% de rutenio puede ser utilizado junto con aluminio. Puentes de cables de Pyrofuze pueden ser utilizado en tracas e iniciadores eléctricos. Los floretes pueden ser utilizados para p. ej. sellando de varios dispensadores o como sistemas de extinción de fuegos.  Compuestos de paladio y magnesio también pueden ser utilizados, pero no están disponibles comercialmente o no al menos no son tan comunes. 

### Otros

#### BNCP
BNCP, (cis-bis-(5-nitrotetrazolato)tetraminecobalto(III) perclorato) es otro material iniciador común. Es relativamente insensible. Experimenta una transición de deflagración a detonación en una distancia relativamente corta, permitiendo su uso en detonadores. Las emisiones en caliente son productos relativamente poco dañínos para el medio ambiente.  Pueda ser incendiado por un diodo de láser.

#### Azida de plomo
Azida de plomo (Pb(N3)2, o PbN6) es ocasionalmente utilizado en iniciadores pirotécnicos.

#### Otros
También se pueden utilizar otros materiales sensibles al calor, por ejemplo HMTD, tetrazeno explosivo, mononitro-resorcinatos, dinitro-resorcinatos, y trinitro-resorcinates de plomo. 